# Grallaria kaestneri
Pita-formigueira-de-cundinamarca ou torom-de-cundinamarca (Grallaria kaestneri) é uma espécie de ave da família Formicariidae.
É endémica da Colômbia.
Os seus habitats naturais são: regiões subtropicais ou tropicais húmidas de alta altitude.
Está ameaçada por perda de habitat.